# Беклемишев, Василий Пахомович
Васи́лий Пахо́мович Беклеми́шев — комендант Саратова в 1722—1727 годах и, после перерыва, с 1737 по 1 декабря 1744. Первый саратовский комендант, у которого точно известны годы жизни.
В 1718 году была построена линия укреплений, ограничивавшая набеги татар. Поэтому такого разорения, какое случилось в 1717 году, уже не могло быть. В Поволжье стали прибывать новые люди. На это время приходится комендантство Беклемишева.
Беклемишев был родом из нижегородского дворянского рода. Его брат Никифор был саратовским воеводой в 1707—1713 годах. Также у них была сестра Авдотья. Беклемишев имел «по тогдашнему времени редкий и огромный» дом возле Духовной семинарии.
В 1722 году в Саратов для встречи с калмыцким ханом Аюкой для заключения союза против турок прибывает император Пётр I по пути на Каспийское море. Беклемишев устроил торжественный приём: царская семья подплывала к городу ночью на струге, и Беклемишев приказал по берегам Волги (на Соколовой горе и Зелёном острове) жечь смоляные бочки и солому.. Для приёма императора в ста саженях от Волги был построен специальный деревянный дом, вокруг которого наутро собрались почти все жители города. Пётр I беседовал со многими из них, осмотрел Троицкий собор. По преданию, увидев рабочих, увиливавших от постройки колокольни собора и спящих в тени, Пётр I собственноручно поколотил их своей тростью. Через некоторое время прибыл Аюка с женой, детями и свитой, переговоры прошли успешно. За радушие Пётр I пожаловал Беклемишеву «для забав и охот» Гусельский остров, который в народе прозвали Беклемишевым.
В 1727 году Иван Кирилов закончил свой труд «Цветущее состояние Всероссийского государства», по описанию из которого можно судить о состоянии Саратова при Беклемишеве. Он имел земляной вал. В городе находился магистрат, в котором работали два ратмана. Имелась канцелярия с особыми служителями, а также крепостная контора, где были задействованы один надсмотрщик и один писец. В городе проживал фискал Иван Дурасов. Имелось пять церквей и два монастыря. Население было достаточно большое по тем временам и составляло около 3000 жителей, из которых большинство, 1596 человек, принадлежали к купеческому сословию. Жители города торговало на волжском Левобережье с калмыками.
В правление Беклемишева случилось несчастное происшествие: 8 июля 1738 года начавшийся в три часа ночи пожар уничтожил почти весь город.
В 1741 году в городе непродолжительное время был Василий Татищев, руководивший в 1739—1741 годах Калмыцкой комиссией, деятельность которой состояла в улучшении отношений с калмыками. 15 декабря 1741 года Татищев был назначен астраханским губернатором (Саратов в то время входил в состав Астраханской губернии).
В 1742—1743 годах специальной комиссией по поиску беглых было поймано в окрестностях Саратова пять тысяч беглых солдат, драгун, матросов и рекрутов.
Беклемишев был похоронен на погосте женского Крестовоздвиженского монастыря в выдолбленном дубовом гробе, обтянутом бордовой шёлковой тканью. Его одежда — «шёлковый камзол коричневого цвета, по воротнику галстук из той же материи, на борту широкий парчовый галун с чёрными петлицами и парчовыми пуговицами в форме миндалин. На груди янтарный тёмного цвета крест с изображением распятия на красной шёлковой ленте. На ногах ботфорты, то есть высокие кавалерийские сапоги» — хорошо сохранилась. Судя по всему, это был человек весьма преуспевающий. Монастырский погост вместе с могилой был разрушен в начале 1930-х годов.